# Principat de Darod
Darod fou un petit estat tributari protegit a la divisió de Jhalawar, al Kathiawar, presidència de Bombai.
Estava format únicament per un poble amb dos tributaris. Els ingressos estimats eren de 118 lliures i el tribut era de 36 lliures pagades al govern britànic i 5 lliures pagades al nawab de Junagarh.